# مقاطعة واشنطن (مين)
مقاطعة واشنطن (بالإنجليزية: Washington County, Maine)‏ هي إحدى مقاطعات ولاية مين في الولايات المتحدة. ، بلغ عدد سكانها 32856 نسمة في عام 2010 حسب إحصاء مكتب تعداد الولايات المتحدة وتصل الكثافة السكانية فيها 4.94 نسمة/كم2.

## أعلام
- تشارلز بست

## وصلات خارجية
- United States Counties